# Bolnisi Sioni
Bolnisi Sioni (en georgià: ბოლნისის სიონი) o catedral de Bolnisi Sioni és una basílica de l'Església ortodoxa georgiana al poble i districte de Bolnisi, Geòrgia. La catedral va ser construïda entre els anys 478-493. És l'edifici existent més antic de l'Església de Geòrgia. El bisbe David va ser el líder de l'església supervisora durant la construcció de Bolnisi Sioni.

## Arquitectura
El temple va ser construït en els anys 478-493 i és el primer edifici georgià que té una data de finalització inscrita en l'exterior. És una basílica de tres naus amb cinc parells de pilars i una absis, coberta amb un sostre de duesaigües. L'esquema decoratiu de Bolnisi Sioni és un estil sassànida. Les parts sud i central de l'església estan adornades amb talles de rotlles de plantes enfiladisses, arabescs i motius foliars. Es van utilitzar blocs de maçoneria uniformes per construir sobre les restes remotes de l'antiguitat d'un edifici original a la façana sud. Les parets de la catedral estan decorades amb creus de pedra característiques de la zona («creu de Bolsini»), que es van convertir en el símbol de Geòrgia i més tard es van col·locar a la bandera de l'estat.
Geòrgia estava en contacte amb l'art de Pèrsia durant la construcció de Bolnisi Sioni: evidència d'això és la decoració de l'edifici. L'escultura i els adorns de Bolnisi Sioni i d'altres esglésies georgianes circumdants estan influïdes per l'art i l'arquitectura iraniana, d'Armènia i del Pròxim Orient. Les representacions de caça i l'escultura són similars a l'art i l'arquitectura dels segles IV i V de l'Iran.

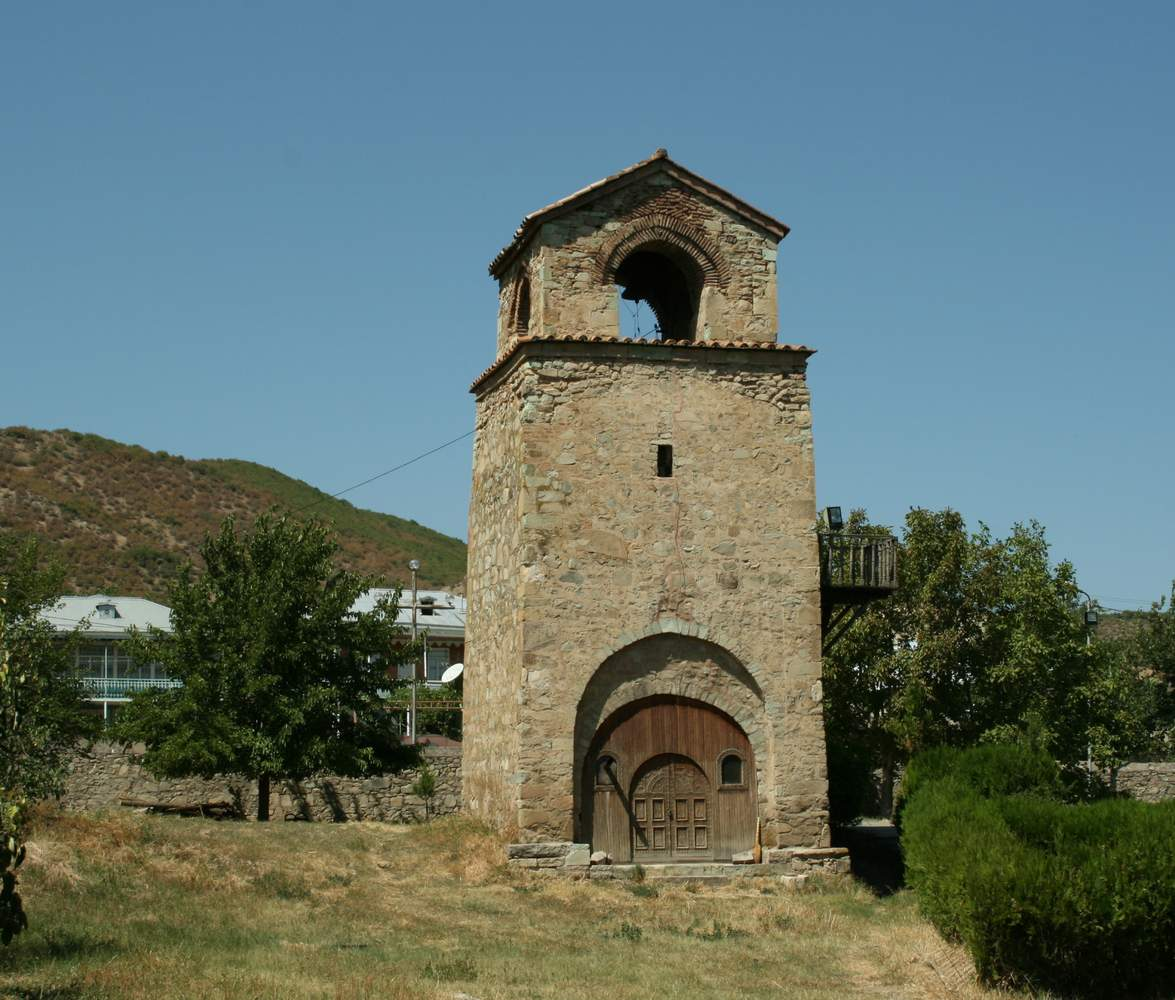
Campanar de Bolnisi Sioni
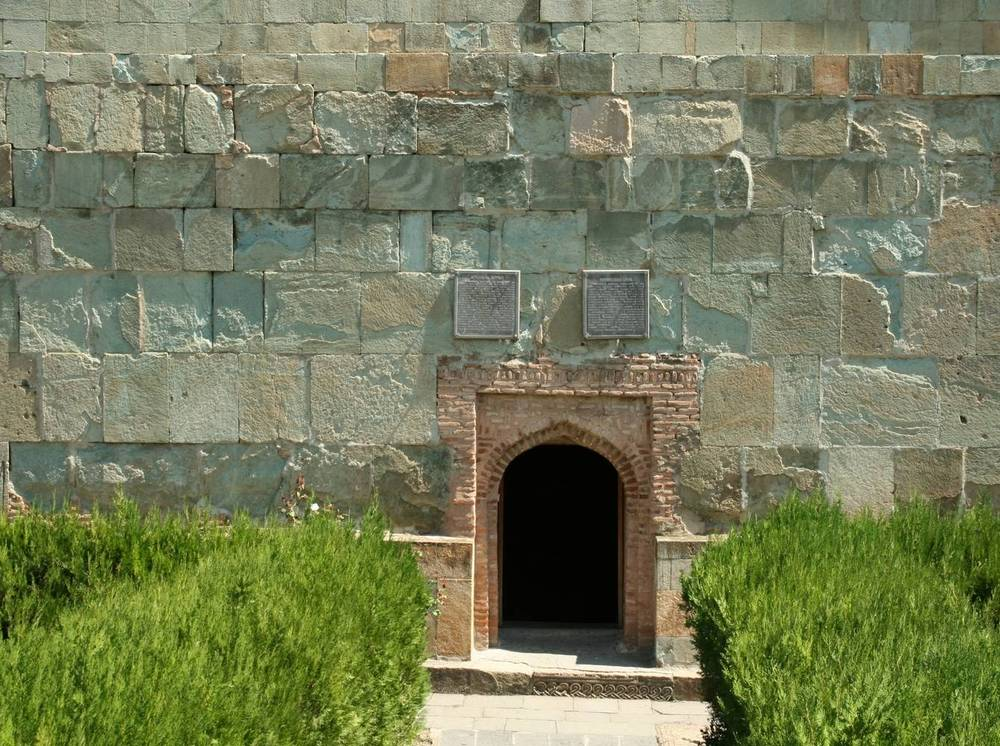
Façana de l'església

## Inscripcions
A la catedral han sobreviscut les més antigues inscripcions en un alfabet georgià trobat a Geòrgia, el més antic dels quals data de l'any 494. Les inscripcions en pedra es fan en forma d'escriptura asomtavruli.

### Inscripció 1
La inscripció que està tallada en pedra, amb vuit línies de text, es troba al mur exterior oriental de l'església. La inscripció «envolta» un relleu que representa la creu de Bolnisi inscrita en un cercle doble decoratiu: les línies 3-6 de la inscripció estan «trencades» pel relleu. La cantonada inferior esquerra de la inscripció ha caigut i la part superior dreta està lleugerament danyada. Se suposa que la inscripció prové del mateix període que la inscripció que informa de la fundació de l'església.

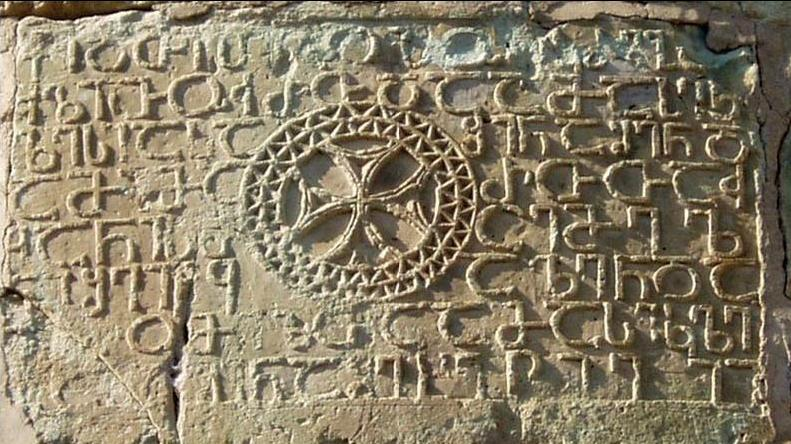
Inscripció 1

El text s'executa seguit: les paraules no n'estan separades una d'una altra.
| « | ႵႤႣႧႤႮႨႱႩႭႮႭႱႨႩႰႤႡႭ ჃႪႨႧႭჃႰႧႣႠႠႫႠႱႤႩ ႪႤႱႨႠႱႠ espai per la creu Bolnisi ႸႨႬႠႸႤႬႣ ႠႫႨႫႠ espai per la creu Bolnisi ႰႧႧႠჃ ႷႠႬႨႱႫ espai per la creu Bolnisi ႺႤႫႤႪ ႬႨႸႤႨႼႷ espai per la creu Bolnisi ႠႪႤႬႣႠ ႫႸႰႭႫႤႪႧႠႠႫႠႱႤႩႪႤ ႱႨႠႱႠႸႨႬႠႸႤႾႤႼႨႤ ႨႨ | » |

Traducció més o menys en català:
| « | "Crist, tingues pietat del bisbe David i la congregació, i dels fidels que t'adoren en esta església, i ajuda als que treballen en aquesta església. (Amén)" | » |

### Inscripció 2
La pedra inscrita —quatre línies de text— commemorant la fundació de l'església és a la façana del temple. La inscripció va ser descoberta el 1937 durant uns treballs d'inventari.

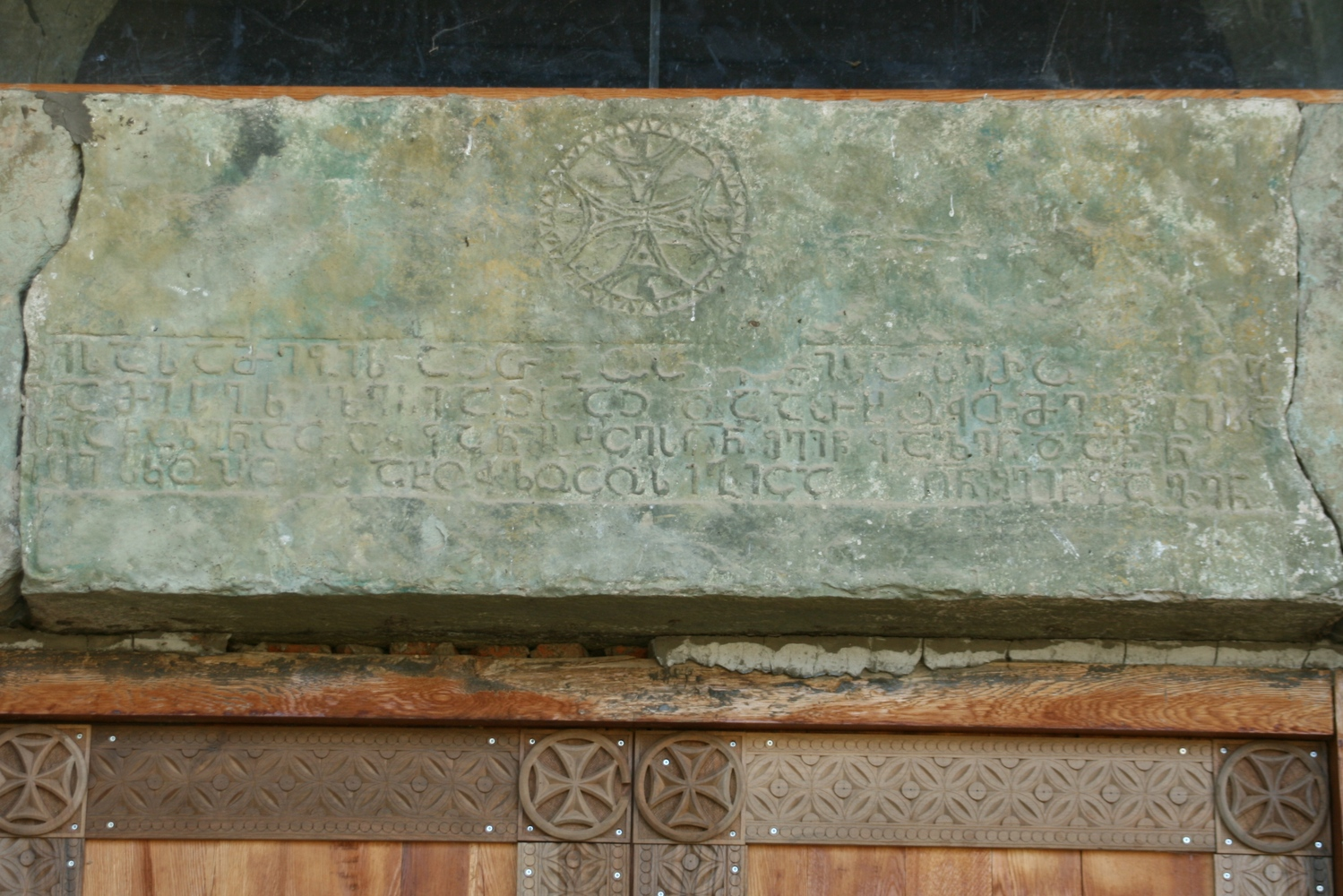
Inscripció 2

La lectura del text es veu obstaculitzada pel mal estat de la inscripció, que parcialment és il·legible: en manca la part esquerra i el final de la primera línia està fet malbé. A més a més, el text és seguit contínuament: les paraules no estan separades i algunes estan escrites en forma abreujada. Al llarg dels anys s'han fet molts d'intents per complementar el text.
La inscripció conté la paraula llegible «Peroz», seguida de la paraula «mep», que inicialment es va interpretar com una referència al nom del governant de l'Imperi Sassànida Peroza I (459-484). El text dona la data de la construcció de l'església en el vintè any del regnat de Peroza, i la seva finalització 15 anys més tard, i això significa que el temple es va erigir en els anys 478-493. Els intents posteriors de llegir el text van donar com a resultat una interpretació diferent de «Peroz», un governant local del segle V que va adoptar el cristianisme i va construir l'església en el segle v.
| « | ႨႱႠႱႠႫႤႡႨႱ ႠჂႧႠႭႺ ႼႪႨႱႠႮႤႰႭႦႫႤႴ ႠႫႨႱႤႩ ႪႤႱႨႠჂႱႠჂ ႣႠႠႧႾႭჃႧႫႤႲႼႪႨႱ ႬႠႵႠႸႨႬႠႧႠჃႷႠႬႨႱႾႺႤႱႶႬႸႤႨႼႷႠႪႤႬႣႠႥႨႬႠ ႮႨႱႩႭႮႭႱႱႠႾႭჃႪႭႺႭႱႨႢႨႺႠႶႬႸႤႨႼႷႠႪႤ | » |

Traducció més o menys en català:
| « | Amb l'ajut de la Santíssima Trinitat, en el vintè (desè) any del Rei [a] P̣eroz començà la construcció d'aquesta església, i en l'any 15 [després de] [es completà]. Qui sigui que adori aquí, que Déu tingui misericòrdia d'ell, i qui ori pel bisbe [d'aquesta església], [David], que Déu tingui pietat d'ell també. [Amén] | » |